# Cayo Servilio Ahala (tribuno consular 408 a. C.)
Cayo o Gayo Servilio Ahala  fue un político y militar romano del siglo V a. C. perteneciente a la gens Servilia.

## Familia
Ahala fue miembro de los Servilios Ahalas, una de las más antiguas familias patricias de la gens Servilia.

## Carrera pública
Fue elegido para ejercer el tribunado consular en tres ocasiones. La primera vez, en el año 408 a. C. tanto ecuos como volscos, reunidos en Antium, emprendieron la guerra con especial agresividad. Los colegas de Ahala, Publio Cornelio Coso y Cayo Julio Julo, se disputaron su dirección, a pesar de que el Senado prefería entregar el mando a un dictador. Ahala se opuso a sus compañeros y fue nombrado finalmente Publio Cornelio Rútilo Coso quien escogió a Ahala para ser su magister equitum.
Al año siguiente fue reelegido tribuno consular, en un año en el que los romanos perdieron la guarnición de Verrugo y terminó la tregua con Veyes. En el año 402 a. C. obtuvo su tercer tribunado consular. Dos de sus colegas, Manio Sergio Fidenas y Lucio Verginio Tricosto Esquilino, cayeron en una agria disputa a causa de la antipatía que sentían el uno al otro. Para evitar que esto causase trastornos en la guerra contra Veyes, el Senado decidió anticipar las elecciones a lo que se opusieron Sergio y Verginio. Ahala, entonces, amenazó con nombrar un dictador para desatascar la situación, lo que calmó los ánimos y se pudo llevar a cabo las elecciones. Los nuevos tribunos consulares accedieron al cargo en las calendas de octubre, por lo que Ahala y sus colegas abdicaron el día anterior.